# Vittorio Aicardi
Vittorio Aicardi (Finale Ligure, 19 agosto 1919 – 28 marzo 1989) è stato un politico italiano.

## Biografia
Esponente del Partito Socialista Italiano, alle politiche del 1958 fu eletto alla Camera con 4 492 preferenze.